# Serica barri
Serica barri är en skalbaggsart som beskrevs av Dawson 1967. Serica barri ingår i släktet Serica och familjen Melolonthidae. Inga underarter finns listade i Catalogue of Life.